# When will I see you again
When will I see you again is een single van The Three Degrees. Het is afkomstig van hun derde album The Three Degrees. When will I see you again is na hun Dirty Ol' Man het best verkochte plaatje in de Nederlandse hitparades van de band en ook in de Verenigde Staten (nummer 2 in de Billboard Hot 100 en het Verenigd Koninkrijk (twee weken nummer 1) verkocht het goed. De damesgroep zong het lied op de dertigste verjaardag van Prins Charles (1977).
Hoe populair het ook bleek, het had weinig gescheeld of het liedje was nooit opgenomen. De leadzangeres Sheila Ferguson vond het te eenvoudig en geneerde zich een beetje om zo’n eenvoudig liedje te zingen en uit te brengen. Ze gaf later toe, dat producent Kenny Gamble waarschijnlijk meer verstand had van muziek dan zijzelf. Hun volgende hit was TSOP (The Sound Of Philadelphia) samen met MFSB.
Het nummer werd later door een aantal artiesten als cover opgenomen en verscheen als icoon uit de jaren '70 in diverse films en musicals die terugvoerden op die tijd, bijvoorbeeld Kill Bill 2.

## Hitnoteringen

### Nederlandse Top 40
| Hitnotering: 09-03-1974 t/m 18-05-1974 | Hitnotering: 09-03-1974 t/m 18-05-1974 | Hitnotering: 09-03-1974 t/m 18-05-1974 | Hitnotering: 09-03-1974 t/m 18-05-1974 | Hitnotering: 09-03-1974 t/m 18-05-1974 | Hitnotering: 09-03-1974 t/m 18-05-1974 | Hitnotering: 09-03-1974 t/m 18-05-1974 | Hitnotering: 09-03-1974 t/m 18-05-1974 | Hitnotering: 09-03-1974 t/m 18-05-1974 | Hitnotering: 09-03-1974 t/m 18-05-1974 | Hitnotering: 09-03-1974 t/m 18-05-1974 | Hitnotering: 09-03-1974 t/m 18-05-1974 | Hitnotering: 09-03-1974 t/m 18-05-1974 |
| Week:                                  | 1                                      | 2                                      | 3                                      | 4                                      | 5                                      | 6                                      | 7                                      | 8                                      | 9                                      | 10                                     | 11                                     |                                        |
| -------------------------------------- | -------------------------------------- | -------------------------------------- | -------------------------------------- | -------------------------------------- | -------------------------------------- | -------------------------------------- | -------------------------------------- | -------------------------------------- | -------------------------------------- | -------------------------------------- | -------------------------------------- | -------------------------------------- |
| Positie:                               | 36                                     | 16                                     | 8                                      | 5                                      | 4                                      | 5                                      | 8                                      | 12                                     | 15                                     | 34                                     | 38                                     | uit                                    |

### NederlandseSingle Top 100
| Hitnotering: 09-03-1974 t/m 04-05-1974 | Hitnotering: 09-03-1974 t/m 04-05-1974 | Hitnotering: 09-03-1974 t/m 04-05-1974 | Hitnotering: 09-03-1974 t/m 04-05-1974 | Hitnotering: 09-03-1974 t/m 04-05-1974 | Hitnotering: 09-03-1974 t/m 04-05-1974 | Hitnotering: 09-03-1974 t/m 04-05-1974 | Hitnotering: 09-03-1974 t/m 04-05-1974 | Hitnotering: 09-03-1974 t/m 04-05-1974 | Hitnotering: 09-03-1974 t/m 04-05-1974 | Hitnotering: 09-03-1974 t/m 04-05-1974 |
| Week:                                  | 1                                      | 2                                      | 3                                      | 4                                      | 5                                      | 6                                      | 7                                      | 8                                      | 9                                      |                                        |
| -------------------------------------- | -------------------------------------- | -------------------------------------- | -------------------------------------- | -------------------------------------- | -------------------------------------- | -------------------------------------- | -------------------------------------- | -------------------------------------- | -------------------------------------- | -------------------------------------- |
| Positie:                               | 27                                     | 14                                     | 9                                      | 7                                      | 3                                      | 5                                      | 8                                      | 12                                     | 23                                     | uit                                    |

### VlaamseRadio 2 Top 30
| Hitnotering: 06-04-1974 t/m 08-06-1974 | Hitnotering: 06-04-1974 t/m 08-06-1974 | Hitnotering: 06-04-1974 t/m 08-06-1974 | Hitnotering: 06-04-1974 t/m 08-06-1974 | Hitnotering: 06-04-1974 t/m 08-06-1974 | Hitnotering: 06-04-1974 t/m 08-06-1974 | Hitnotering: 06-04-1974 t/m 08-06-1974 | Hitnotering: 06-04-1974 t/m 08-06-1974 | Hitnotering: 06-04-1974 t/m 08-06-1974 | Hitnotering: 06-04-1974 t/m 08-06-1974 | Hitnotering: 06-04-1974 t/m 08-06-1974 | Hitnotering: 06-04-1974 t/m 08-06-1974 | Hitnotering: 06-04-1974 t/m 08-06-1974 |
| Week:                                  | 1                                      | 2                                      | 3                                      | 4                                      | 5                                      | 6                                      | 7                                      | 8                                      | 9                                      | 10                                     |                                        |                                        |
| -------------------------------------- | -------------------------------------- | -------------------------------------- | -------------------------------------- | -------------------------------------- | -------------------------------------- | -------------------------------------- | -------------------------------------- | -------------------------------------- | -------------------------------------- | -------------------------------------- | -------------------------------------- | -------------------------------------- |
| Positie:                               | 17                                     | 6                                      | 2                                      | 7                                      | 12                                     | 11                                     | 21                                     | 21                                     | 18                                     | 18                                     | uit                                    |                                        |

### NPO Radio 2 Top 2000
| Nummer met noteringen in de NPO Radio 2 Top 2000 | '99  | '00  | '01  | '02 | '03  | '04  | '05  | '06  | '07  | '08  | '09  | '10  |
| ------------------------------------------------ | ---- | ---- | ---- | --- | ---- | ---- | ---- | ---- | ---- | ---- | ---- | ---- |
| When will I see you again                        | 1226 | 1124 | 1222 | -   | 1347 | 1598 | 1771 | 1467 | 1438 | 1531 | 1759 | 1861 |

1. ↑  Een '-' betekent dat het nummer niet was genoteerd en een vetgedrukt getal geeft de hoogste notering aan.
2. ↑  Deze tabel is bijgewerkt tot en met de laatste editie (2024).